# 勝武士幹士
勝武士 幹士（しょうぶし かんじ、1991年〈平成3年〉11月4日 - 2020年〈令和2年〉5月13日、本名：末武 清孝）は、山梨県甲府市出身で高田川部屋に所属した元大相撲力士。
最後の出場となった2020年3月場所時点の体格は身長165.0cm、体重111.3kg、最高位は東三段目11枚目（2017年11月場所）。
現役中に死亡した力士の1人であり、2020年4月に新型コロナウイルス感染症のパンデミックの中で同感染症を発症し、同年5月に死去した。これは日本国政府が把握する限りで新型コロナウイルス感染症による日本国内初の20代での死亡事例であり、日本のプロスポーツ選手における初の死亡事例である。

## 人物
小学校の頃より柔道を始め、甲斐市立竜王中学校に入学した。母親が高田川部屋の行司と知り合いであったことから、一年の頃に9代高田川がスカウトに訪れた。そのときに、ともに柔道部に所属していた幼馴染である竜電を目に止め、前橋育英高校への進学が決まっていたが熱心な勧誘をして力士としている。
勝武士は竜電の後を追うかたちで高田川部屋に入門し、竜電が関取になると付け人を務めていた。裏方として真面目なだけでなく、明るくひょうきんな性格で部屋のムードメーカーであったという。
2014年より糖尿病による低血糖障害を患っており、インスリン注射の投与を必要としていた。
小柄な体格を生かし、初切の常連力士として巡業や花相撲では知られた人気者だった。初めて初切の相棒を務めたのは東関部屋所属の高三郷勝義で、2014年4月の神奈川巡業（藤沢市）で初披露。高三郷とのコンビは2018年4月の長野巡業（東御市）まで続いた。高三郷の引退後の2018年の夏巡業からは、同部屋で同学年同期デビューの恵比寿丸宏樹とコンビを組んだ。
死後の2020年5月15日には、2月の花相撲で演じた生前最後の初切の動画が日本相撲協会公式YouTubeチャンネルより投稿されている。

### 新型コロナウイルス感染と死去
2020年4月4日、38度台の発熱の症状が出始め、勝武士の師匠である9代高田川らが保健所に電話をかけたが話中状態が続いたため、近隣にある複数の病院に診療を依頼したが受け付けてもらえなかった。4月8日には血痰の症状があったため救急車を呼んだが、夜になるまで搬送先が決まらなかった。搬送先の病院で受けた新型コロナウイルスの簡易検査の結果は陰性であったが、翌日症状が悪化し別の病院に転院した。4月10日にPCR検査で陽性と判明。同月19日に症状が悪化したため集中治療を受けていたが、5月13日0時30分、新型コロナウイルス感染症による多臓器不全のため死去した（満28歳没）。日本相撲協会所属の現役力士の死亡事例は、2008年12月に死去した幕下・若三梅以来11年5か月ぶりの出来事となった。
新型コロナウイルス感染症による日本国内のプロスポーツ選手の死亡事例は初めてであり、また厚生労働省によると、国内で新型コロナウイルスに感染した20代以下の人が死亡した例は、同省が把握している中で初めてとされる。
なお、勝武士の死去を受けて日本相撲協会は協会員のうち希望者全員の抗体検査を行う方針を表明した。
最高位が幕下以下であるため死亡時点で引退発表は行われず、7月場所も休場として発表され通算在位場所数にもカウントされているが、成績に休場は加算されていない。9月場所の番付編成会議が行われた8月5日、正式に引退が発表された。

## エピソード
- 2016年初場所4日目、取り組み前の土俵下の控えで糖尿病による低血糖障害の症状の発症により異例の不戦敗を記録している[11][19][20]。
- 初切は体格が異なる大型力士と小兵の同じ部屋の力士養成員でコンビを組むことが多いが、最初にコンビを組んだ高三郷は東関部屋所属である。これは東関部屋に高三郷とサイズの合う小柄な力士がいなかったことによるもので、高田川部屋の行司・11代式守勘太夫（38代木村庄之助）が勝武士を紹介してコンビを組むこととなった[12]。
- 初切で4年間相棒だった高三郷とは、コンビを組む以前に対戦経験が二度あり、1勝1敗。その1勝は2011年名古屋場所の取組で、胸を当てに来た高三郷の顎に勝武士の頭が入ってしまい気絶させてしまったもので、あまり例のない非技のつきひざが決まり手として記録されている[13]。
- 初切に対して甚く真剣に取り組んでおり、大銀杏を結う時間を考えて巡業中はいつも朝一で稽古場へ姿を見せていた[15]。ある巡業のとき、日刊スポーツの大相撲担当記者が出番前の勝武士に何気なく声をかけたものの、勝武士は真剣な表情を浮かべたまま声掛けに返答せず土俵へ上がっていった。勝武士は溌溂とした表情で初っ切りを実演したあと、自らその記者に声をかけにいき、「さっきはすいませんでした。出番前は少し集中したくて」と詫びを入れ、記者は勝武士の初っ切りに懸けるプロ意識の高さを感じたという[21]。
- お笑い芸人のあかつは乙亥大相撲での営業でスベりかけたところを勝武士に助けてもらったことがある[22]。
- 同期の琴恵光は勝武士の死去に際して「真面目な性格でした。（稽古に対しても）とにかく真面目にやっていました」と振り返り「最後まで諦めずに頑張ったと思います。今はゆっくり休んでほしい」と偲んだ[23]。
- 2019新型コロナウイルスに感染して死去した経緯から、勝武士が所属していた二所ノ関一門では最高位が三段目の力士としては異例となる一門葬が検討された[7]。
- 部屋の関取の竜電は勝武士を「（勝武士が）そばにいてくれると安心する」と評していた。中学時代の柔道部の顧問も「ショックだ。先に逝ってはだめだよ」と勝武士が若くして死去したことに対する悔しさを噛み締めていた[24]。顧問は2019年から肝臓や腎臓を患って入退院を繰り返しており、2020年8月19日に死去した[25]。
- 勝武士の母方の祖母によると、高田川部屋から連絡が来たのは新型コロナウイルス感染であると分かる前、遺骨が実家に戻ってきたのは亡くなった日のことであった。母親は2020年に入って50代で病死していたという[26]。

## 成績
- 通算成績：260勝279敗（79場所）

### 場所別成績
| | 一月場所 初場所（東京） | 三月場所 春場所（大阪） | 五月場所 夏場所（東京） | 七月場所 名古屋場所（愛知） | 九月場所 秋場所（東京） | 十一月場所 九州場所（福岡） |
| --- | ----------------------- | ----------------------- | ----------------------- | --------------------------- | ----------------------- | --------------------------- |
| 2007年 （平成19年） | x                       | （前相撲）              | 東序ノ口24枚目 4–3      | 東序二段117枚目 3–4         | 東序ノ口3枚目 4–3       | 西序二段99枚目 2–5          |
| 2008年 （平成20年） | 西序ノ口2枚目 6–1       | 東序二段40枚目 2–5      | 東序二段73枚目 4–3      | 西序二段46枚目 2–5          | 東序二段82枚目 3–4      | 西序二段103枚目 5–2         |
| 2009年 （平成21年） | 西序二段61枚目 4–3      | 東序二段33枚目 3–4      | 西序二段56枚目 4–3      | 西序二段33枚目 6–1          | 西三段目70枚目 1–6      | 西序二段4枚目 2–5           |
| 2010年 （平成22年） | 東序二段37枚目 3–4      | 東序二段56枚目 3–4      | 東序二段78枚目 5–2      | 東序二段34枚目 6–1          | 西三段目70枚目 2–5      | 西三段目100枚目 2–5         |
| 2011年 （平成23年） | 東序二段34枚目 5–2      | 八百長問題 により中止   | 東三段目97枚目 5–2      | 西三段目49枚目 3–4          | 西三段目68枚目 2–5      | 東三段目94枚目 4–3          |
| 2012年 （平成24年） | 西三段目77枚目 5–2      | 西三段目45枚目 2–5      | 東三段目75枚目 1–6      | 西序二段9枚目 4–3           | 東三段目92枚目 4–3      | 東三段目73枚目 4–3          |
| 2013年 （平成25年） | 東三段目55枚目 2–5      | 東三段目73枚目 4–3      | 西三段目54枚目 1–6      | 西三段目86枚目 3–4          | 東序二段6枚目 5–2       | 東三段目74枚目 2–5          |
| 2014年 （平成26年） | 東序二段筆頭 4–3        | 西三段目81枚目 5–2      | 西三段目49枚目 0–7      | 西三段目99枚目 5–2          | 東三段目65枚目 3–4      | 東三段目82枚目 5–2          |
| 2015年 （平成27年） | 東三段目50枚目 2–5      | 西三段目75枚目 3–4      | 東三段目96枚目 4–3      | 東三段目76枚目 1–6          | 東序二段23枚目 5–2      | 東三段目88枚目 5–2          |
| 2016年 （平成28年） | 西三段目54枚目 5–2      | 西三段目27枚目 2–5      | 西三段目56枚目 4–3      | 西三段目41枚目 4–3          | 東三段目25枚目 4–3      | 東三段目12枚目 1–6          |
| 2017年 （平成29年） | 東三段目41枚目 2–5      | 西三段目72枚目 3–4      | 西三段目90枚目 4–3      | 西三段目70枚目 5–2          | 西三段目37枚目 5–2      | 東三段目11枚目 2–5          |
| 2018年 （平成30年） | 東三段目41枚目 2–5      | 西三段目65枚目 3–4      | 西三段目81枚目 2–5      | 西序二段6枚目 4–3           | 西三段目87枚目 4–3      | 東三段目72枚目 3–4          |
| 2019年 （平成31年 /令和元年） | 東三段目85枚目 3–4      | 西三段目95枚目 2–5      | 西序二段25枚目 4–3      | 東序二段5枚目 2–5           | 東序二段41枚目 5–2      | 東序二段4枚目 4–3           |
| 2020年 （令和2年） | 東三段目84枚目 4–3      | 西三段目64枚目 3–4      | 感染症拡大 により中止   | 西三段目82枚目 引退 –       | x                       | x                           |
| 各欄の数字は、「勝ち-負け-休場」を示す。 優勝 引退 休場 十両 幕下 三賞：敢=敢闘賞、殊=殊勲賞、技=技能賞 その他：★=金星 番付階級：幕内 - 十両 - 幕下 - 三段目 - 序二段 - 序ノ口 幕内序列：横綱 - 大関 - 関脇 - 小結 - 前頭（「#数字」は各位内の序列） |                         |                         |                         |                             |                         |                             |

## 改名歴
- 勝武士 太郎（しょうぶし たろう）2007年3月場所 - 2011年11月場所
- 勝武士 清孝（しょうぶし きよたか）2012年1月場所 - 2012年5月場所
- 彈丸 一風（だんがん いちかぜ）2012年7月場所 - 2013年9月場所
- 勝武士 幹士（しょうぶし かんじ）2013年11月場所 - 2020年7月場所